# (6744) Komoda
(6744) Komoda (1994 JL) – planetoida z pasa głównego asteroid okrążająca Słońce w ciągu 3,4 lat w średniej odległości 2,26 j.a. Odkryta 6 maja 1994 roku.